# 卡图拉伊
卡图拉伊是巴西戈亚斯州的一个市镇。总面积206平方公里，总人口4477人，人口密度21.7人/平方公里。